# Псково-Печерская духовная семинария
Пско́во-Пече́рская духо́вная семина́рия — духовная семинария Псковской епархии Русской православной церкви, расположенная в городе Печоры Псковской области. В 1933—1940 годах в Печорах существовала Печерская духовная семинария (эст. Petseri vaimulik seminar) в составе Эстонской апостольской православной церкви.

## История

### Печерская духовная семинария (1933—1940)
Семинария был открыта по инициативе настоятеля Псково-Печерского монастыря архиепископа Николая (Лейсмана) с целью подготовки священно- и церковнослужителей. Первоначально предполагалось открыть расширенные духовные курсы, состоящие из трёх триместров с 90 учебными днями. Вскоре такая форма обучения была признана недостаточной, и срок обучения ещё до открытия семинарии был увеличен до двух лет. Монастырь выделил для семинарии помещения, в которых были обустроены одна классная комната, две спальные комнаты, прачечная с гардеробной и комната для учителей. Министерство образования зарегистрировало учебное заведение под названием «Эстонская апостольская православная духовная семинария» 11 июля 1933 года и по предложению Синода ЭАПЦ назначил её ректором архиепископа Печерского и настоятеля монастыря Николая (Лейсмана). 1 августа того же года помощником руководителя семинарии был утвержден протоиерей Йоанн Паавель из Таллинна, а третьим преподавателем — священник Пётр Пяхкель из Валги. В январе 1938 года к ним присоединился протоиерей Иоанн Энвере, который, когда состояние здоровья протоиерея Павла ухудшилось, принял 5 ноября 1939 года также принял на себя обязанности помощника ректора семинарии. Торжественное открытие 52 семинарий состоялось 3 сентября 1933 года на нём присутствовал митрополит эстонский Александр (Паулус); приглашенные на открытие архиепископ Финляндский Герман (Аав) и министр образования и социальных дел Константин Коник передали свое приветствие телеграммой. Обучение началось 5 сентября того же года.
Учебная программа семинарии была составлена таким образом, чтобы в течение двух лет дать будущим духовным работникам разностороннюю теоретическую и практическую подготовку. Из теоретических предметов преподавались нравственное богословие, экзегеза, догматика, философия, церковная история и сравнительное богословие, из практических предметов — церковное пение, гомилетика, эстонский и русский языки, а также экономика, садоводство и навыки оказания первой помощи. В то время как церковные предметы и языки были разделены сначала между тремя, а затем четырьмя духовными преподавателями, курсы по экономике, садоводству и оказанию первой помощи читались мирянами-специалистами в соответствующих областях. Весной 1934 года Синод также предложил начать преподавать дидактику в семинарии, что позволило бы ее выпускникам получить профессию учителя религиозного образования. Учебный совет семинарии всячески поддержал это предложение и, помимо дидактики, решил включить в программу методику религиозного обучения. Оба предмета начал преподавать лично архиепископ Николай. Однако проблема будет заключаться в сдаче профессионального экзамена преподавателем, поскольку семинария не имела права принимать этот экзамен. Министерство образования и социальных дел рекомендовало сдать профессиональный экзамен в Таллиннском педагогическом институте, но последний посчитал это невозможным из-за несовместимости учебных программ двух школ. Таким образом, семинаристы, желавшие получить профессию религиозного учителя, были обязаны пройти ещё и двухгодичные курсы в Таллиннском или Тартуском педагогическом училище. С осени 1935 года государство предоставляло семинарии льготы в этом отношении, разрешая им поступать в педагогический институт без вступительных экзаменов и выплачивая им пособие в размере 20 крон за семестр для продолжения учёбы.
На основное отделение семинарии, направленное на подготовку священников, принимались мужчины со средним образованием в возрасте до 40 лет. По окончании семинарии они получили диплом выпускника с правом претендовать на должность приходского священника. В качестве вольнослушателей курсы семинарии могли прослушивать и мужчины с начальным образованием, которые при успешном прохождении курсов получили сертификат, открывающий им путь к священническому служению. Бесплатное обучение и содержание по крайней мере десяти семинаристам с каждого курса обеспечивал Псково-Печерский монастырь, и их единственной обязанностью была единовременная плата за приём в размере 10 крон. Остальные также получали жильё от монастыря, но должны были платить за него 15 крон каждый месяц. Таким образом, по сравнению с Тартуским университетом семинария была во многом более подходящей для студентов в экономическом плане — не было отдельной платы за обучение, за сравнительно низкую ежемесячную плату было гарантировано проживание на месте, время обучения было короче, а при хороших навыках и знаниях в Печорах можно было жить и учиться совершенно бесплатно. Управление семинарией и поддержка семинаристов также были более благоприятными для Церкви, поскольку, в отличие от кафедры университета, семинария получала постоянную поддержку из трех источников — из собственных доходов Печерского монастыря, от Синода и с 1934/1935 учебного года также из целевых ассигнований Министерства образования. Также семинария получала пожертвования от частных лиц.
О большой популярности семинарии свидетельствует то, в 1933 году документы для поступления в неё подали 50 молодых людей, из которых по результатам вступительных экзаменов (родной язык, пение, религиозное образование) были приняты 20 лучших. Из них закончили 7 июня 1935 года состоялся первый выпуск из 19 семинаристов и вольнослушателей, только один должен был остаться, чтобы сдать последующий экзамен по философии. Из них, в свою очередь, к лету 1936 года уже шесть были рукоположены в священники, двое начали служить священниками, а десять решили продолжить обучение в педагогическом институте. Первоначально новые студенты принимались в семинарию каждые два года, но с 1938/1939 учебного года можно было поступать в начале каждого осеннего семестра. Количество студентов и выпускников сократилось после первого выпуска, но оставалось достаточно высоким: одиннадцать семинаристов и пять вольнослушателей, третий выпуск в 1939 году — три семинариста и четыре вольнослушателя, четвертый и последний выпуск в 1940 году — пять семинаристов и два вольнослушателя. Часть воспитанников продолжила обучение в вузе.
Печерская семинария была закрыта советской властью. В июле 1940 года Красная Армия заняла большую часть помещений семинарии, используя их для размещения красноармейцев. Из-за нехватки помещений и отказа от государственной поддержки обучение стало невозможным. 6 августа 1940 года исполняющий обязанности президента Максим Унт подписал указ о закрытии всех частных учебных заведений на территории Эстонской ССР, которым официально прекратилась деятельность Печерской духовной семинарии.

### Псково-Печерская духовная семинария
В июне 2018 года по инициативе митрополита Псковского и Порховского Тихона (Шевкунова) Псковская митрополия и московская Сретенская духовная семинария по благословению патриарха Московского и всея Руси Кирилла открыли при Псково-Печерском монастыре филиал Сретенской духовной семинарии. 5 декабря 2018 года Архиерейский совет Псковской митрополии постановил: «Признать особенную важность и актуальность открытия духовной семинарии в Псковской митрополии. Поручить митрополиту Тихону обратиться за соответствующим благословением к Святейшему Патриарху Кириллу, подготовить все необходимые документы для открытия семинарии и иметь попечение о здании, финансировании и обеспечении преподавательскими кадрами высшего духовного православного учебного заведения для Псковской митрополии».
2 июля 2020 года было объявлен набор студентов на заочное отделение Санкт-Петербургской духовной академии с обучением по программе очного отделения и c проживанием при Псково-Печерском монастыре. Студенты, желающие пройти полный курс стационарного дневного образования по курсу бакалавриата, будут проживать при Псково-Печерском монастыре и ежедневно посещать лекции и семинары, на которых получат такой же объем знаний, как и студенты очного отделения. Занятия будут проходить в специально открытом образовательном лектории при Псково-Печерском монастыре. Читать лекции будут преподаватели Санкт-Петербургской духовной академии и вузов Санкт-Петербурга, а также ведущие специалисты духовных школ и вузов Москвы. Таким образом, учившиеся в Печорах студенты Сретенской духовной семинарии были переведены в Санкт-Петербургскую духовную академию.
17 июня 2021 года Священный синод Русской православной церкви постановил открыть Псково-Печерскую духовную семинарию с назначением исполняющим обязанности её ректора митрополита Псковского и Порховского Тихона. 6 июля 2023 года прошли торжества по случаю первого выпуска Псково-Печерской духовной семинарии. Семинарию окончили восемь выпускников.
В сентябре 2023 года вышел первый номер научного периодического издания семинарии «У Пещер, Богом зданных», в котором публикуются статьи по теоретической, исторической и практической теологии, а также рецензии.
3 ноября 2023 года Федеральная служба по надзору в сфере образования и науки аккредитировала Псково-Печерскую духовную семинарию в отношении уровня высшего образования бакалавриат по направлению «Теология». Выпускники, которые закончат вуз по программе «Теология», получат дипломы государственного образца, которые будут признаваться работодателями государственных учреждений. Для самой семинарии открываются новые перспективы, связанные с получением бюджетных мест и выделением бюджетного финансирования для осуществления образовательной и иной деятельности.

## Ректоры
Печерская духовная семинария:
- 11 июля 1933 — 6 августа 1940 — архиепископ Николай (Лейсман)

Псково-Печерская духовная семинария:
- 17 июня 2021 — 24 августа 2023, и. о. ректора — митрополит Тихон (Шевкунов)
- 24 августа — 27 декабря 2023, и. о. ректора — иеромонах Андрей (Коротков)
- 27 декабря 2023 — 25 июля 2024, и. о. ректора — митрополит Арсений (Перевалов)
- 25 июля 2024 ― 20 марта 2025, и. о. ректора ― митрополит Матфей (Копылов)
- с 20 марта 2025 ― иеромонах Прохор (Андрейчук)